# Bromeliaemiris
Bromeliaemiris is een geslacht van wantsen uit de familie van de Miridae (Blindwantsen). Het geslacht werd voor het eerst wetenschappelijk beschreven door Schumacher in 1905.

## Soorten
Het genus bevat de volgende soorten:

- Bromeliaemiris bicolor Schumacher, 1919
- Bromeliaemiris dissimilis Hsiao, 1944
- Bromeliaemiris fasciatus Ghauri, 1971
- Bromeliaemiris gressitti Carvalho, 1981
- Bromeliaemiris marginatus Hsiao, 1944
- Bromeliaemiris morobensis Carvalho, 1981
- Bromeliaemiris nigripictus Hsiao, 1944
- Bromeliaemiris nigritus Hsiao, 1944
- Bromeliaemiris puncticollis Hsiao, 1944
- Bromeliaemiris rubrinus Carvalho, 1981
- Bromeliaemiris viridipictus Hsiao, 1944